# Feria Internacional de Texcoco
La Feria Internacional de Texcoco, más conocida como la Feria Internacional del Caballo, es una feria que se realiza en Texcoco, en el Estado de México.

## Historia
La Feria Internacional del Caballo Texcoco es una de las ferias más importantes del país, junto a la de Feria de San Marcos. Sus orígenes se remontan a los años 40, cuando se celebró por primera vez la feria regional de San Antonio, fue en 1977 que tuvo lugar la festividad que daría vida a la Feria Internacional del Caballo.
Los 2 principales elementos que la distinguen es la fiesta brava y el arte equino.    
La primera edición, celebrada en 1977 contó con espectáculos ecuestres, corridas de toros, palenque de gallos y exposiciones artesanales. En 1987 el gobierno estatal donó al patronato de la feria los terrenos del rancho "El Consuelo", ubicado en la carretera Texcoco- Tepexpan.
En 1990 se consolidó como una de las más relevantes a nivel nacional. Se celebra en los meses de marzo y abril de acuerdo a Semana Santa.

## Instalaciones

### Palenque
En palenque se celebran las típicas corridas de gallos y conciertos de artistas tanto de talla internacional como nacional, por ejemplo: Gloria Trevi, Alejandro Fernandez, Juan Gabriel, Ana Gabriel, Luis Miguel, Miguel Bosé, La Matatena, Banda MS y muchos otros, año tras año. Así como shows de famosos comediantes como Gilberto Gless.
Su capacidad es de 5000  personas.

### Teatro del Pueblo
Es un espacio gratuito donde se realizan presentaciones de diversas muestras culturales, como bailables regionales, o presentaciones de artistas como La Sonora Dinamita, Perla Colombiana, etc.

### Picadero
Es un espacio gratuito donde se realizan presentaciones de Escaramuzas, paseos a caballo, espectáculos ecuestres, etc.

### Caballerizas
Son los espacios donde se localizan los caballos en exhibición, algunos de ellos a la venta.

### Plaza de toros
Con una capacidad de 5500 personas se realizan las presentaciones de diferentes toreros.
Aquí también puedes encontrar lugares para comprar ropa chalecos botas sombreros etc

### Juegos mecánicos
Los juegos mecánicos varían desde juegos para niños como carruseles, ruedas de la fortuna, canoas, hasta juegos mecánicos para adultos.

#### Instalaciones para niños

##### Granja didáctica
Es un espacio gratuito donde los niños se podrán divertir con actividades didácticas y podrán observar diferentes animales, por ejemplo, cerdos, perros, conejos, becerros, etc. Algunos a la venta.